# Demetre Chiparus
Demetre Haralamb Chiparus (16 de septiembre de 1886, Dorohoi, Rumanía - 22 de enero de 1947 , París, Francia) fue un escultor rumano, entre los principales del periodo art déco. Vivió y trabajó en París.
Chiparus es conocido principalmente por sus esculturas en bronce (y marfil) que representan a bailarinas exóticas. Realizó sus obras más significativas entre 1914 y 1933.
Con sede en el Palacio Sorzano de Tejada, Orihuela, la Colección Pedrera Martínez expone las esculturas de Chiparus: "Dourga", "La bailarina de la mariposa", "L´etoile", "La bailarina de los abanicos", "La actriz vestida con traje oriental", "Starfish", "Danza Persa", "The Girls".

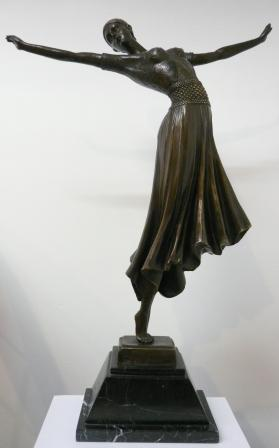
La danseuse (bailarina).
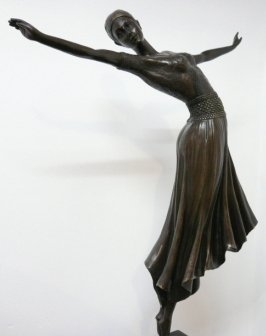
Detalle.
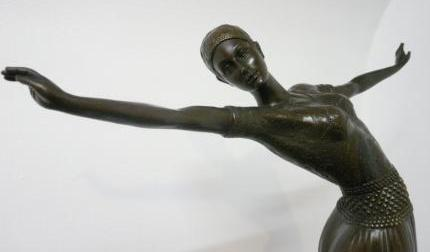
Detalle.

## Vida y obra
Nacido en Dorohoi, Rumanía, en 1909 viajó a Italia para asistir a las clases del escultor Raffaello Romanelli. En 1912 se trasladó a París para estudiar en la École des Beaux-Arts. Sus primeras obras eran de estilo realista y se exhibieron en el Salón de 1914. Empleó la combinación de bronce y marfil, denominada criselefantina, con gran efecto. La mayoría de sus mejores obras las creó entre 1914 y 1933. La primera serie de esculturas decorativas de Chiparus fue sobre niños.
El estilo maduro de Chiparus se desarrolló en los años 1920, destacando por su decorativismo, lujo y elegancia, al gusto de la época. Los bailarines del Ballet Ruso de Serguéi Diáguilev, el teatro francés y el cine mudo destacaban en sus temas, con figuras largas, esbeltas y estilizadas. Tras el descubrimiento de la tumba de Tutankamón, se interesó en la influencia egipcia. Algunas de sus piezas se inspiraron directamente en bailarines rusos, por ejemplo, Los bailarines rusos representan a Vaslav Nijinsky e Ida Rubinstein danzando en la obra Scheherazade.
Durante el ascenso del nazismo y la Segunda Guerra Mundial, las fundiciones interrumpieron la producción de trabajos de Chiparus. La situación económica del momento no era favorable al desarrollo de las artes decorativas y las circunstancias para muchos escultores empeoraron.
A principios de los años 1940, apenas se vendieron obras de Chiparus, pero él continuó esculpiendo para su propio placer, representando animales en estilo art-decó. En el Salón de París de 1942 exhibió las esculturas en yeso Oso polar y Bisonte americano y en 1943 mostró un oso polar de mármol y un pelícano de yeso. Falleció en 1947, al sufrir un derrame cerebral mientras regresaba de estudiar animales en el zoológico de Vincennes. Fue enterrado en el cementerio de Bagneux, en el sur de París.